# Коновка (Калужская область)
Коновка — деревня в Кировском районе Калужской области России, входит в состав сельского поселения «Деревня Гавриловка».

## История
После реформ 1861 года вошла в Космачевскую волость Жиздринского уезда Калужской губернии
В 1920-е годы, при укрупнении волостей, Космачевская волость (в том числе и деревня Коновка Гавриловского сельсовета) была присоединена к Маклаковской волости с волостным центром в селе Зимницы. В 1929 году, с введением районного деления, волость была упразднена, а деревня Коновка Гавриловского сельсовета вошла в состав Песоченского района Брянского округа Западной области. 19 января 1936 года райцентр Песочня был переименован в город Киров, а Песоченский район — в Кировский. В 1937 году Кировский район вошёл в состав Смоленской области. 5 июля 1944 года Кировский район вошёл в состав вновь образованной Калужской области.

## Население
| 1896 | 1913 |
| ---- | ---- |
| 186  | 255  |

| 2002 | 2010 |
| ---- | ---- |
| 50   | ↘24  |

## Знаменитые уроженцы
- Зюльков, Пётр Маркович (1924—1944)

## Достопримечательности
Воинское кладбище, возникшее в годы Великой Отечественной войны, где похоронены 237 советских воинов. На кладбище установлен памятник — скульптура скорбящей женщины.
Памятник Герою Советского Союза Пётру Марковичу Зюлькову.